# Oreophrynella
Oreophrynella — рід жаб родини ропухових (Bufonidae).

## Опис
Дрібні жабки, завдовжки до 26 мм. Вони характеризуються протиставленими пальцями стопи, горбками на верхній стороні тіла і прямим розвитком (тобто не мають вільноживучої личинкової стадії).

## Поширення
Рід поширений серед тепуїв на півдні Венесуели та сусідньої Гаяни. Поширення деяких видів обмежене декількома тепуями або навіть одним тепуєм.

## Види
Рід включає 9 видів:
- Oreophrynella cryptica Señaris, 1995
- Oreophrynella dendronastes Lathrop & MacCulloch, 2007
- Oreophrynella huberi Diego-Aransay & Gorzula, 1990
- Oreophrynella macconnelli Boulenger, 1900
- Oreophrynella nigra Señaris, Ayarzagüena & Gorzula, 1994
- Oreophrynella quelchii Boulenger, 1895
- Oreophrynella seegobini Kok, 2009
- Oreophrynella vasquezi Señaris, Ayarzagüena & Gorzula, 1994
- Oreophrynella weiassipuensis Señaris, Do Nascimiento & Villarreal, 2005